# Charles-Victor Prévost d'Arlincourt
Charles-Victor Prévost d'Arlincourt, appelé Vicomte d'Arlincourt, né à Magny-les-Hameaux, au château de Mérantais, le 26 septembre 1788 et mort à Paris le 22 janvier 1856, est un romancier, poète et auteur dramatique français. Chevalier de la légion d'honneur, Grand croix de François Victor de Naples et de Constantin de Parme, Commandeur de l'ordre de St Grégoire de Rome, Chevalier de St Louis, de Malte, de l'Étoile polaire etc.
La popularité de cet écrivain, surnommé « le Prince des romantiques » avant de tomber peu à peu dans l'oubli, rivalisa au début des années 1820 avec celle de Victor Hugo.

## Famille
Sa mère est Marie-Jeanne Gourgon de Precy (1749-1813). Son père, Louis-Adrien Prévost d'Arlincourt, né en 1744, est guillotiné le 8 mai 1794 en même temps qu'Antoine Lavoisier et vingt-six autres fermiers généraux. Son grand-père Charles-Adrien Prévost d'Arlincourt, né en 1718, lui aussi ancien fermier général, est guillotiné le 14 mai 1794.
Il épouse en premières noces le 2 février 1808, Marie Thérèse Joséphine Laure Cholet (1788-1847), fille du sénateur Impérial, le Comte François-Armand Cholet (1747-1826) et en secondes noces le 18 décembre 1851, Albérie Elisabeth Contenot de Laneuville (1797-1864). Ils n'ont pas d'enfants.

## Vie et œuvre
Au commencement de l'Empire, sa mère plaide sa cause auprès de Napoléon, qui le nomme écuyer de Madame Mère. À l'âge de dix-neuf ans, il compose une tragédie, Charlemagne, qui est refusée par le Théâtre-Français. En 1811, Napoléon le nomme auditeur au Conseil d'État, puis intendant de l'armée d'Espagne. Il participe à la campagne espagnole et assiste à la prise de Tarragone.
Après la déchéance de l'empereur, il parvient à s'insinuer dans les bonnes grâces de Louis XVIII, qui le nomme maître des requêtes. Il s'achète alors un château et se proclame vicomte. En 1818, il orchestre à grand renfort de publicité la publication d'un poème épique, Charlemagne ou La Caroléide, et se présente à l'Académie française, où sa candidature n'obtient qu'une voix. Déçu, mais nullement découragé, il se met à rédiger un roman dont il espère qu'il fera de lui l'égal de Chateaubriand.

### Succès
Le Solitaire paraît en 1821 et connaît aussitôt « une vogue extraordinaire, colossale ». En l'espace de quelques mois, le livre est réimprimé une douzaine de fois ; il est traduit en dix langues ; on en tire pas moins de sept opéras et le double de pièces dramatiques ; il fait l'objet d'innombrables chansons, parodies, peintures et lithographies. Le succès des trois romans qui suivent, Le Renégat en 1822, Ipsiboé en 1823, L'Étrangère en 1825, est presque aussi grand.

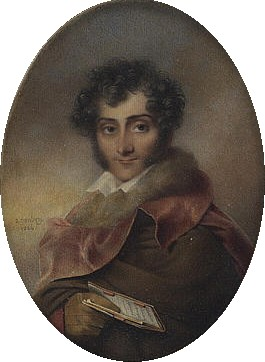
Miniature par Jean-Baptiste Isabey (1824).
Pour ce portrait, le vicomte, dont la chevelure avait blanchi, s'était fait teindre les cheveux avec une pommade « vraiment merveilleuse ».

Adulé en tout premier lieu par le public féminin, qui voit en lui « le nouvel Ossian », il se fait harponner par la critique. Ses intrigues sont jugées invraisemblables, ses caractères faux, ses images grotesques. Son goût pour les inversions dont il émaille sa prose le fait surnommer « l'inversif vicomte » et si Balzac fait de cette manie une parodie mémorable dans Illusions perdues, il a néanmoins été très influencé, à ses débuts, par le  style gothique d'Arlincourt. L'académicien Charles-Marie de Feletz écrit : « Le Solitaire a été traduit dans toutes les langues, excepté le français ». Les jugements plus tardifs enfoncent le clou : « Le style n'appartient qu'à l'auteur ; jamais on n'avait écrit la langue française d'une manière aussi extraordinaire ». Les romans du vicomte sont assimilés aux romans gothiques, que l'on appelle alors « frénétiques » : « Toujours une intrigue mystérieuse ayant pour centre quelque illustre et coupable infortuné qui se traîne à travers mille violentes péripéties vers une catastrophe sanglante ».

### Déclin
Le vicomte, qui pose entre-temps pour Robert Lefèvre et Jean-Baptiste Isabey, se défend. Ce qui lui tient à cœur, écrit-il à propos du « roman-poème » qui succède à L'Étrangère, c'est de « spiritualiser toutes les impressions de l'existence ». Désireux de se renouveler, il fait représenter une œuvre de jeunesse, Le Siège de Paris, au Théâtre-Français en 1826, mais la pièce est promptement taillée en pièces par les critiques. Parfois injustement : les vers les plus ridicules que l'on reproduit dans toutes les anthologies ne sont en fait pas de lui.
À l'époque des Trois Glorieuses, il se lance dans la rédaction de romans historiques, lesquels sont perçus comme des attaques plus ou moins déguisées contre le pouvoir. Lassé des critiques qui continuent à pleuvoir sur lui, il fait deux longs voyages à travers l'Europe, en 1841 et 1844, et se console chez les princes en exil. De retour en France, il fait jouer une nouvelle pièce, La Peste noire, accueillie tout aussi froidement que la première. En 1848, indigné par les journées de Juin, il publie Dieu le veut !, pamphlet qui lui vaut d'être poursuivi en cours d'assises en même temps qu'il lui donne un regain de popularité. En 1850, il rapporte d'un voyage en Italie un récit, L'Italie rouge, où il dépeint ce que sont pour lui les horreurs du Risorgimento. Pendant les dernières années de sa vie, toujours « insatiable de réclame », il se fait l'ornement des salons.
Charles-Victor Prévost d'Arlincourt est inhumé dans le cimetière de Montmartre.

## Ouvrages
Romans
- Une Matinée de Charlemagne, fragmens tirés d'un poëme épique qui ne tardera point à paraître (1810)
- Charlemagne, ou La Caroléide, poème épique en vingt-quatre chants (1818). Texte en ligne 1 2
- Le Solitaire (2 volumes, 1821). Réédition : Slatkine, Genève, 1973. Texte en ligne 1 2
- Le Renégat (2 volumes, 1822). Texte en ligne 1 2
- Ipsiboé (2 volumes, 1823) t1 t2
- L'Étrangère (2 volumes, 1825) t1 t2
- Ismalie, ou la Mort et l'amour, roman-poëme (2 volumes, 1828)
- Le Chef des Penitens noirs, ou le Proscrit et l'Inquisition (5 volumes, 1828)
- Les Rebelles sous Charles V (3 volumes, 1832)
- Les Écorcheurs, ou l'Usurpation et la peste, fragmens historiques, 1418 (1833)
- Le Brasseur roi, chronique flamande du quatorzième siècle (2 volumes, 1834) t1 t2
- Double Règne, chronique du treizième siècle (2 volumes, 1835) t1 t2
- L'Herbagère (2 volumes, 1837)
- Les Trois Châteaux, histoire contemporaine (2 volumes, 1840)
- Ida et Nathalie (2 volumes, 1841) t1 t2
- Les Anneaux d'une chaîne (2 volumes, 1845)
- Les Fiancés de la mort, histoire contemporaine (1850)
- La Tache de sang (5 volumes, 1851)
- Le Château de Chaumont (1851)

Théâtre
- Le Siège de Paris, tragédie en 5 actes, Paris, Théâtre-Français, 8 avril 1826.
- La Peste noire, ou Paris en 1334, drame en 5 actes et 7 tableaux dont 1 prologue, Paris, Théâtre de l'Ambigu-Comique, 7 avril 1845.

Récits
- Le Pèlerin. L'Étoile polaire (2 volumes, 1843) t1 t2
- Les Trois Royaumes (1844)
- L'Italie rouge, ou Histoire des révolutions de Rome, Naples, Palerme, Messine, Florence, Parme, Modène, Turin, Milan, Venise, depuis l'avènement du pape Pie IX, en juin 1846, jusqu'à sa rentrée dans sa capitale, en avril 1850 (1850)

Pamphlets
- Dieu le veut ! (1848)
- Suite à Dieu le veut, par le Vte d'Arlincourt. Place au droit. Première partie. La Révolution et l'Élysée. Seconde partie. La Royauté et Frohsdorf (1850)

#### Études
- Barbara T. Cooper, « Le Moyen Âge comme palimpseste de la monarchie de Juillet ? La Peste noire, ou Paris en 1334, drame du vicomte d’Arlincourt », Le Lys recomposé. La représentation des pouvoirs sous l’Ancien Régime dans la littérature fictionnelle du XIXe siècle (1800-1850) : Actes du colloque organisé à l’Université de Rouen en mars 2018, publiés par Laurent Angard, Guillaume Cousin, et Blandine Poirier, sur CÉRÉdI -  Centre d’Études et de Recherches Éditer/Interpréter, Publications numériques du CÉRÉdI, 2019.
- (en) Terry Hale, « A Forgotten Best Seller of 1821: Le Solitaire by the Vicomte d'Arlincourt and the Development of European Horror Romanticism », Gothic Studies, vol. 2, no 2,‎ août 2000, p. 185–204 (ISSN 1362-7937, DOI 10.7227/GS.2.2.1).
- Claudine Lacoste, « Un « succès pyramidal » : Le Solitaire du Vicomte d'Arlincourt », Littératures, vol. 21, no 2,‎ 1974, p. 165–176 (DOI 10.3406/litts.1974.1083, lire en ligne).
- (en) Fabrizio Della Seta et Mark W. Weir, « From Romance to Drama and Opera: "L'Étrangère" and "La straniera" », Acta Musicologica, vol. 83, no 2,‎ 2011, p. 261–280 (ISSN 0001-6241, JSTOR 23343870).

#### Témoignages d'époque
- Virginie Ancelot, Les Salons de Paris : Foyers éteints, Paris, Éditions Jules Tardieu, 1858, 245 p. (lire en ligne), « Le Salon du vicomte d’Arlincourt », p. 207-233.